# Årets idrottskvinna
Årets idrottskvinna var en utmärkelse som utdelades årligen 1950-1966 och 1978-2008 till den svenska kvinna som anses ha stått för den bästa idrottsprestationen under det gångna året. Vissa år gick utmärkelsen till två kvinnor. 
Årets idrottskvinna har sedan utmärkelsen delades ut första gången 1950 delats ut av tre olika tidningar. Utmärkelsen delades ut av Stockholms-Tidningen 1950-1964 och av Idrottsbladet 1965 - 1966. Från 1978 till 2008 utsåg Aftonbladet och Riksidrottsförbundet Årets idrottskvinna.

## Årets Idrottskvinna genom åren

### 1950-1964 Utdelat av Stockholmstidningen
- 1950 - Mona-Lisa Englund, friidrott
- 1951 - Sarah Thomasson, alpin skidsport
- 1952 - Karin Lindberg, gymnastik och Inga Löwdin, ledarskap
- 1953 - Maj Lindquist, skytte
- 1954 - Birte Hansson, simning
- 1955 - Ann-Sofi Colling, gymnastik
- 1956 - Sonja Edström, längdåkning
- 1957 - Evy Garsell, orientering och Maud Wirstam, orientering
- 1958 - Kate Jobson, simning
- 1959 - Sigrid Johansson, bågskytte
- 1960 - Jane Cederqvist, simning
- 1961 - Ewy Rosqvist, bilsport
- 1962 - Elly Löfstrand, ledarskap
- 1963 - Ann-Christine Hagberg, simning och Ulla Lindkvist, orientering
- 1964 - Toini Gustafsson, längdåkning och Barbro Martinsson, längdåkning

### 1965-1966 Utdelat av idrottsbladet
- 1965 - Kerstin Palm, fäktning
- 1966 - Liv Forsell, golf

### 1978-2008 Utdelade av Aftonbladet och riksidrottsförbundet
- 1978 - Linda Haglund, friidrott
- 1979 - Marit Söderström, segling
- 1980 - Annelie Ahrenstrand, handikappidrott (simning)
- 1981 - Annichen Kringstad, orientering
- 1982 - Ann-Louise Skoglund, friidrott
- 1983 - Lena Sulkanen, bowling
- 1984 - Agneta Andersson, kanot
- 1985 - Annichen Kringstad, orientering
- 1986 - Magdalena Tjernberg, handikappidrott (simning)
- 1987 - Marie-Helene Westin, längdåkning
- 1988 - Liselotte Neumann, golf
- 1989 - Marita Skogum, orientering
- 1990 - Monica Westén, friidrott
- 1991 - Pernilla Wiberg, alpin skidsport
- 1992 - Pernilla Wiberg, alpin skidsport
- 1993 - Marita Skogum, orientering
- 1994 - Marie Svensson, bordtennis
- 1995 - Annika Sörenstam, golf
- 1996 - Ludmila Engquist, friidrott
- 1997 - Magdalena Forsberg, skidskytte
- 1998 - Malin Ewerlöf, friidrott
- 1999 - Johanna Sjöberg, simning
- 2000 - Therese Alshammar, simning
- 2001 - Magdalena Forsberg, skidskytte
- 2002 - Kajsa Bergqvist, friidrott
- 2003 - Carolina Klüft, friidrott
- 2004 - Anja Pärson, alpin skidsport
- 2005 - Annika Sörenstam, golf
- 2006 - Susanna Kallur, friidrott
- 2007 - Anja Pärson, alpin skidsport
- 2008 - Pia Sundhage, fotboll (ledarskap)